# Kanun
Kanun (med tryk på 2. stavelse) er albansk og betegner en sædvaneretlig tradition fra Nordalbanien. Ordet er beslægtet med kanon (med tryk på 1. stavelse), der indgår i betegnelsen kulturkanon.
Den albanske sædvaneret har dybe historiske rødder. Der er elementer, der er meget gamle – og som muligvis peger tilbage til en illyrisk eller endog endnu ældre indoeuropæisk tradition, der er elementer, der er stærkt påvirket af oldtidig italisk tradition, og der er elementer, der er påvirket af den katolske kirke. Om der er specifikke bidrag fra en osmannisk retstradition er ikke sikkert, men kan overvejes. Der er visse paralleller til dansk middelalderret.
Når kanun er så kompleks, skyldes det, at den albanske historie – eller områdets historie – er tilsvarende kompleks. I den fjerne oldtid indvandrede illyriske stammer, og der skete græske bosættelser. Så fulgte en periode på omkring 500 år, hvor Albanien var en del af Romerriget. Derefter kom folkevandringstiden, hvor slaviske stammer indvandrede og i stigende grad dominerede området; engang i 1400-tallet blev Albanien en del af det osmanniske rige. Det nuværende Albanien blev selvstændigt så sent som i 1912, men samlede ikke alle de områder, der var domineret eller præget af etniske albanere, f.eks. områder i Montenegro, Kosovo, Makedonien og Grækenland.
Kanun blev samlet engang i 1400-tallet af fyrst Lekë Dukagjin, dvs. samtidig med at den albanske fyrste, Gjergj Kastrioti Skanderbeg, i en kort periode kunne løsrive Albanien fra osmannerne.
Omkring år 1900 blev kanun nedskrevet af en katolsk munk, Shtjefën Gjeçov – og senere udgivet og oversat til italiensk. Langt senere er der også udgivet en albansk-engelsk udgave.
Når man i dag taler om albansk kanun, tænker man mest på slægtsfejder og blodhævn, fordi begge dele stadig forekommer i det nordlige Albanien. Man har fra dansk side været involveret i forskellige forsøg på at forlige sådanne fejder.
Hvordan man skal fortolke albansk sædvaneret er der delte meninger om. Nogle mener, at kanun lægger op til fejder og blodhævn, andre at den snarere søger at forhindre dem – og samtidig at vise hvordan man bør bære sig ad, når en konflikt er gået i gang, og hvordan man kan afslutte sådanne konflikter.